# Lobogaster paradoxus
Lobogaster paradoxus är en tvåvingeart som beskrevs av Philippi 1865. Lobogaster paradoxus ingår i släktet Lobogaster och familjen fönstermyggor. Inga underarter finns listade i Catalogue of Life.